# Mark Prinsen
Mark Prinsen (Meppel, 12 mei 1994) is een Nederlands
voormalig shorttracker.

## Biografie
Prinsen groeide op in Wanneperveen en verhuisde vanwege zijn topsportambities naar Heerenveen.

### Schaatscarrière
Prinsen deed aan langebaanschaatsen bij STGiethoorn en shorttrack bij Shorttrackclub Thialf. Verder maakte Prinsen deel uit van de langebaanselectie van Thialf en de gewestelijke shorttrackselectie Fryslân. Na zijn uitnodiging voor Jong Oranje koos hij voor shorttrack. Later werd hij lid van de Opleidingsploeg shorttrack en daarna van de Nationale trainingselectie shorttrack (NTS).

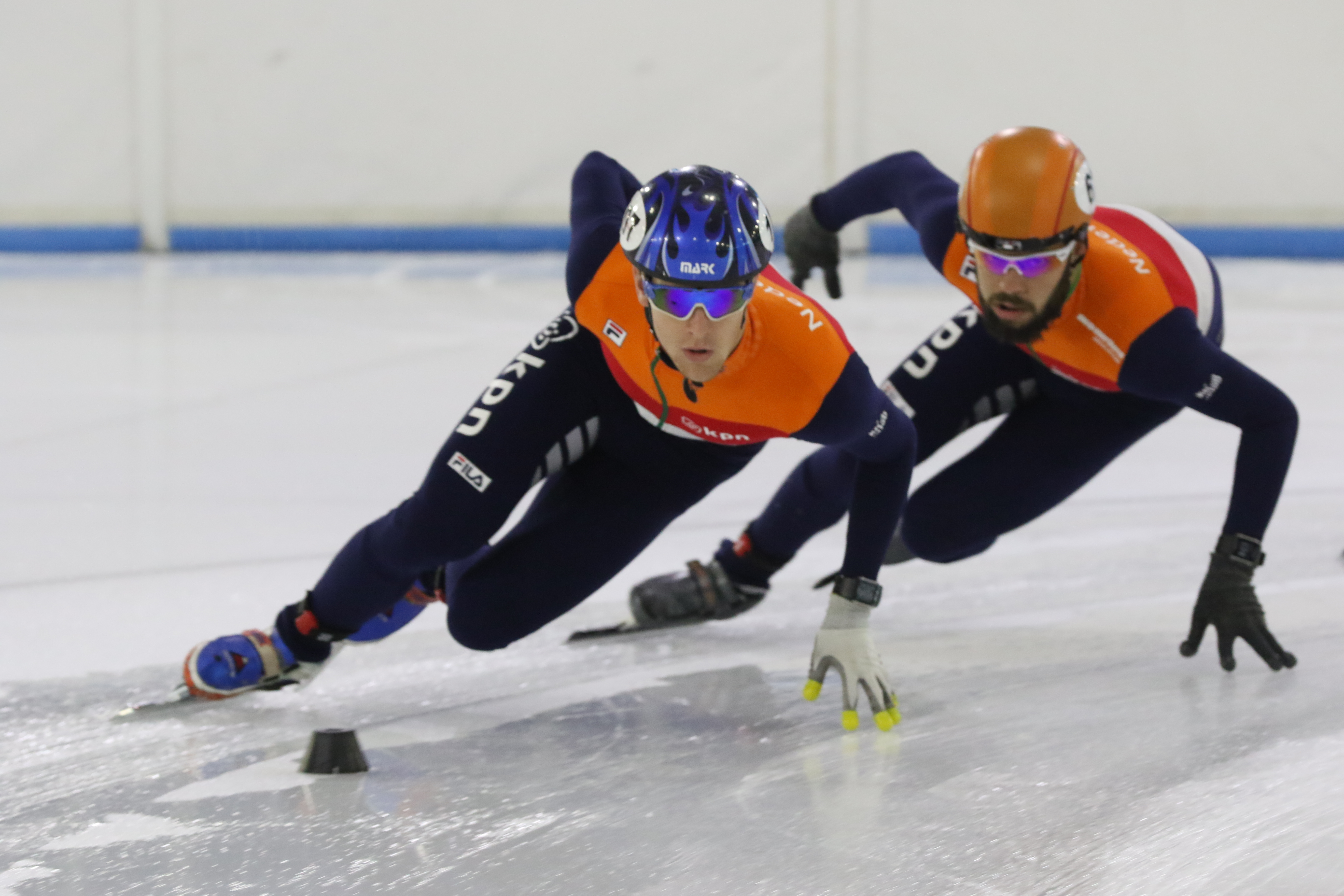
Mark tijdens training NTS, voor Sjinkie Knegt

Als junior deed Prinsen mee met aan de wereldkampioenschappen shorttrack junioren in Courmayeur, Italië (2011), Melbourne, Australië (2012) en Warschau, Polen (2013). Bij de Europese finale van de StarClass en Danubia Series (het officieuze Europese kampioenschappen shorttrack voor junioren) werd hij begin 2013 in Baselga di Pinè, Italië tweede in het eindklassement en won hij de 500 meter.
Als senior reed Prinsen drie wereldkampioenschappen en enkele wereldbekers.
Prinsen schaatst ook regelmatig op de langebaan en startte op het Nederlandse kampioenschap massastart in 2015 en 2016.

### Wielrennen
Op 14 april 2018 maakte Prinsen bekend te stoppen met shorttracken; Prinsen ging verder met wegwielrennen. Hij won Giro delle Miniere, een cyclosportieve toertocht op Sardinië in 2018, de Ronde van Breezand in 2016 en het Districtskampioenschap Noord van de KNWU. Tevens werd hij derde bij de Koningsronde van Beilen. In zijn debuutjaar vroeg hij een elitelicentie aan en werd hij 13e op het Nederlands kampioenschap elite zonder contract in het Zeeuwse Philippine. Ook werd hij lid van Cycling Team Fryslân (inmiddels Houttec Cycling Team) en trad hij toe tot het schaatsmarathonteam van ZiuZ.
In de zomer van 2019 won Prinsen kort achtereen zijn eerste twee koersen bij de elite zonder contract; in Roden en Bedum. De laatste in een parcoursrecord. Datzelfde jaar werd hij tweede in het eindklassement van de Wielermeerdaagse. De rit in Zevenhuizen schreef hij op zijn naam.

## Persoonlijke records
| Afstand              | Tijd     | Datum            | Locatie                  | Locatie                          | Overig |
| Afstand              | Tijd     | Datum            | Baan                     | Plaats                           | Overig |
| -------------------- | -------- | ---------------- | ------------------------ | -------------------------------- | ------ |
| 500 meter            | 42,171   | 21 oktober 2017  | Bormio Ghiaccio          | Bormio, Italië                   |        |
| 1000 meter           | 1.26,098 | 12 februari 2016 | Sportboulevard Dordrecht | Dordrecht, Nederland             |        |
| 1500 meter           | 2.11,214 | 13 november 2016 | EnergieVerbund Arena     | Dresden, Duitsland               |        |
| 3000 meter           | 4.43,725 | 8 januari 2017   | Jaap Edenbaan            | Amsterdam, Nederland             |        |
| 5000 meter aflossing | 6.38,244 | 8 november 2014  | Utah Olympic Oval        | Salt Lake City, Verenigde Staten | [ 7 ]  |

## Resultaten

### Olympische Winterspelen & Wereld-, Europese en Nederlandse kampioenschappen
| Jaar | Evenement                    | Locatie                  | 500 meter        | 1000 meter       | 1500 meter       | 3000 meter (superfinale) | Klassement       | 5000 meter aflossing |
| ---- | ---------------------------- | ------------------------ | ---------------- | ---------------- | ---------------- | ------------------------ | ---------------- | -------------------- |
| 2011 | Wereldkampioenschappen       | Sheffield, Engeland      | Niet deelgenomen | Niet deelgenomen | Niet deelgenomen | Niet deelgenomen         | Niet deelgenomen | Niet deelgenomen     |
| 2011 | Europese kampioenschappen    | Heerenveen, Nederland    | Niet deelgenomen | Niet deelgenomen | Niet deelgenomen | Niet deelgenomen         | Niet deelgenomen | Niet deelgenomen     |
| 2011 | Nederlandse kampioenschappen | Groningen, Nederland     | 13e              | 9e               | 12e              |                          | 11e              | –                    |
| 2012 | Wereldkampioenschappen       | Shanghai, China          | Niet deelgenomen | Niet deelgenomen | Niet deelgenomen | Niet deelgenomen         | Niet deelgenomen | Niet deelgenomen     |
| 2012 | Europese kampioenschappen    | Mladá Boleslav, Tsjechië | Niet deelgenomen | Niet deelgenomen | Niet deelgenomen | Niet deelgenomen         | Niet deelgenomen | Niet deelgenomen     |
| 2012 | Nederlandse kampioenschappen | Heerenveen, Nederland    | 9e               | 7e               | 15e              |                          | 11e              | –                    |
| 2013 | Wereldkampioenschappen       | Debrecen, Hongarije      | Niet deelgenomen | Niet deelgenomen | Niet deelgenomen | Niet deelgenomen         | Niet deelgenomen | Niet deelgenomen     |
| 2013 | Europese kampioenschappen    | Malmö, Zweden            | Niet deelgenomen | Niet deelgenomen | Niet deelgenomen | Niet deelgenomen         | Niet deelgenomen | Niet deelgenomen     |
| 2013 | Nederlandse kampioenschappen | Amsterdam, Nederland     | 13e              | 11e              | 20e              |                          | 15e              | –                    |
| 2014 | Olympische Winterspelen      | Sotsji, Rusland          | Niet deelgenomen | Niet deelgenomen | Niet deelgenomen | Niet deelgenomen         | Niet deelgenomen | Niet deelgenomen     |
| 2014 | Wereldkampioenschappen       | Montreal, Canada         | Niet deelgenomen | Niet deelgenomen | Niet deelgenomen | Niet deelgenomen         | Niet deelgenomen | Niet deelgenomen     |
| 2014 | Europese kampioenschappen    | Dresden, Duitsland       | Niet deelgenomen | Niet deelgenomen | Niet deelgenomen | Niet deelgenomen         | Niet deelgenomen | Niet deelgenomen     |
| 2014 | Nederlandse kampioenschappen | Amsterdam, Nederland     | 10e              | 4e               | 7e               | 5e                       | 6e               | –                    |
| 2015 | Wereldkampioenschappen       | Moskou, Rusland          |                  |                  |                  |                          |                  | Brons                |
| 2015 | Europese kampioenschappen    | Dordrecht, Nederland     | Niet deelgenomen | Niet deelgenomen | Niet deelgenomen | Niet deelgenomen         | Niet deelgenomen | Niet deelgenomen     |
| 2015 | Nederlandse kampioenschappen | Amsterdam, Nederland     | 7e               | 15e              | 13e              |                          | 9e               | –                    |
| 2016 | Wereldkampioenschappen       | Seoel, Zuid-Korea        |                  |                  |                  |                          |                  | 8e                   |
| 2016 | Europese kampioenschappen    | Sotsji, Rusland          | Niet deelgenomen | Niet deelgenomen | Niet deelgenomen | Niet deelgenomen         | Niet deelgenomen | Niet deelgenomen     |
| 2016 | Nederlandse kampioenschappen | Amsterdam, Nederland     | 5e               | 4e               | 4e               | Brons                    | 6e               | –                    |
| 2017 | Wereldkampioenschappen       | Rotterdam, Nederland     | Niet deelgenomen | Niet deelgenomen | Niet deelgenomen | Niet deelgenomen         | Niet deelgenomen | Niet deelgenomen     |
| 2017 | Europese kampioenschappen    | Turijn, Italië           | Niet deelgenomen | Niet deelgenomen | Niet deelgenomen | Niet deelgenomen         | Niet deelgenomen | Niet deelgenomen     |
| 2017 | Nederlandse kampioenschappen | Amsterdam, Nederland     | 9e               | Brons            | 6e               | 4e                       | 5e               | –                    |
| 2018 | Olympische Winterspelen      | Pyeongchang, Zuid-Korea  | Niet deelgenomen | Niet deelgenomen | Niet deelgenomen | Niet deelgenomen         | Niet deelgenomen | Niet deelgenomen     |
| 2018 | Wereldkampioenschappen       | Montreal, Canada         |                  |                  |                  |                          |                  | 4e                   |
| 2018 | Europese kampioenschappen    | Dresden, Duitsland       | Niet deelgenomen | Niet deelgenomen | Niet deelgenomen | Niet deelgenomen         | Niet deelgenomen | Niet deelgenomen     |
| 2018 | Nederlandse kampioenschappen | Heerenveen, Nederland    | 12e              | 24e              | 6e               |                          | 9e               | –                    |

### Wereldkampioenschappen shorttrack junioren
| Jaar | Evenement                       | Locatie              | 500 meter | 1000 meter | 1500 meter | 1500 meter (superfinale) | Klassement | 3000 meter aflossing |
| ---- | ------------------------------- | -------------------- | --------- | ---------- | ---------- | ------------------------ | ---------- | -------------------- |
| 2011 | Wereldkampioenschappen junioren | Courmayeur, Italië   |           |            |            |                          |            | 9e                   |
| 2012 | Wereldkampioenschappen junioren | Melbourne, Australië | 22e       | 51e        | 37e        |                          | 35e        | 6e                   |
| 2013 | Wereldkampioenschappen junioren | Warschau, Polen      | 31e       | 19e        | 25e        |                          | 24e        | 8e                   |

### Wereldbekermedailles
5000 meter aflossing
 Dresden, Duitsland: 2014/2015
 Minsk, Wit-Rusland: 2016/2017
 Dordrecht, Nederland: 2015/2016
 Dresden, Duitsland: 2016/2017
 Seoel, Zuid-Korea: 2017/2018
 Eindklassement 5000 meter aflossing: 2014/2015
 Eindklassement 5000 meter aflossing: 2016/2017